# قطعه ۲۹ بهشت زهرا
قطعهٔ ۲۹ بهشت زهرا مدفن بسیاری از مسئولان، دیپلمات‌ها و نظامیان بلندپایه و افراد سرشناس است که در طول انقلاب ایران کشته شده‌اند. آرامگاه علی صیاد شیرازی، منصور ستاری،
مرتضی آوینی، نادر طالب‌زاده ، داوود کریمی، شعبان نصیری و عبدالعلی صادقی در این قطعه قرار دارد. همچنین در این قطعه یادبودهایی برای احمد کاظمی، سعید سیاح طاهری و… وجود دارد.
قبر دیپلمات‌های کشته شده در حادثه تروریستی مزارشریف نیز در این قطعه است.

## فهرست مدفونان سرشناس
نام‌های بعضی از دفن شدگان سرشناس بدین شرح می‌باشد:
| نام                 | تاریخ و محل تولد        | تاریخ و محل مرگ       | اطلاعات بیشتر                                                                                |
| ------------------- | ----------------------- | --------------------- | -------------------------------------------------------------------------------------------- |
| علی صیاد شیرازی     | ۲۳ خرداد ۱۳۲۳ درگز      | ۲۱ فروردین ۱۳۷۸ تهران | جانشین رئیس ستاد کل نیروهای مسلح جمهوری اسلامی                                               |
| یوسف رضا ابوالفتحی  | ۱ فروردین ۱۳۳۴          | ۱۱ اسفند ۱۳۷۸         | فرمانده انتظامی استان فارس                                                                   |
| سید مرتضی آوینی     | ۲۱ شهریور ۱۳۲۶          | ۲۰ فروردین ۱۳۷۲       | از خبرنگاران جنگ و معروف به سید الشهدای اهل قلم                                              |
| سعید یزدان‌پرست      | ۱۹ آذر ۱۳۴۶             | ۲۰ فروردین ۱۳۷۲       | همکار سید مرتضی آوینی                                                                        |
| عبدالعلی صادقی      | ۲۳ مرداد ۱۳۴۲ کرمانشاه  | ۱۹ مهر ۱۳۹۷ زاهدان    | فرمانده ایمنی بازرسی فراجا                                                                   |
| محمود صارمی         | ۱۳۴۷                    | ۱۷ مرداد ۱۳۷۷         | خبرنگار ایرانی و مسئول دفتر خبرگزاری جمهوری اسلامی ایران کشته شده در واقعه تروریستی مزارشریف |
| منصور ستاری         | ۲۹ اردیبهشت ۱۳۲۷ ورامین | ۱۵ دی ۱۳۷۳ اصفهان     | فرمانده نیروی هوایی ارتش جمهوری اسلامی ایران                                                 |
| محمدعلی قیاسی       | ۱۳۴۵                    | ۱۷ مرداد ۱۳۷۷         | دیپلمات ایرانی کشته شده در واقعه تروریستی مزارشریف                                           |
| حیدرعلی باقری       | ۱۳۳۸                    | ۱۷ مرداد ۱۳۷۷         | دیپلمات ایرانی کشته شده در واقعه تروریستی مزارشریف                                           |
| داوود کریمی         | ۲۷ بهمن ۱۳۲۶            | ۱۶ شهریور ۱۳۸۳        | فرمانده ایرانی جنگ ایران و عراق                                                              |
| ابوالقاسم اسدی      | ۱ آذر ۱۳۳۹              | ۸ اسفند ۱۳۹۲          | معاون کنسولی و اقتصادی سفارت ایران در یمن (کشته شده در حادثه تروریستی صنعا)                  |
| محسن دین شعاری      | ۵ فروردین ۱۳۳۸          | ۱۵ مرداد ۱۳۶۶         |                                                                                              |
| عبدالحسین صنوبری    | ۱ دی ۱۳۴۱               | ۹ اسفند ۱۳۷۷          | فرمانده ایرانی جنگ ایران و عراق                                                              |
| جعفر الله وردی زاده |                         |                       |                                                                                              |
| رضا فرزانه          | ۱۳۴۳                    | ۲۲ بهمن ۱۳۹۴          | فرمانده اسبق لشکر ۲۷ محمد رسول‌الله                                                           |
| سعید جان‌بزرگی       |                         | ۲۲ تیرماه ۱۳۸۱        | جانباز و عکاس جنگ ایران و عراق                                                               |
| سعید شاهدی          |                         |                       | کشته شده در جریان تفحص                                                                       |
| محمود غلامی         |                         |                       | کشته شده در جریان تفحص                                                                       |
| احمد غلامی          |                         |                       | مدافع حرم                                                                                    |
| عبدالعلی صادقی      |                         |                       |                                                                                              |
| شعبان نصیری         |                         |                       |                                                                                              |
| احمد پاریاب         |                         |                       |                                                                                              |

## فهرست یادبودهای سرشناس
نام‌های بعضی از دفن شدگان سرشناس بدین شرح می‌باشد:
| نام             | تاریخ و محل تولد | تاریخ و محل مرگ         | اطلاعات بیشتر                                      |
| --------------- | ---------------- | ----------------------- | -------------------------------------------------- |
| احمد کاظمی      |                  |                         | فرمانده نیروی زمینی سپاه پاسداران انقلاب اسلامی    |
| سعید سیاح طاهری |                  |                         |                                                    |
| ناصر ریگی       |                  | ۱۷ مرداد ۱۳۷۷ مزار شریف | دیپلمات ایرانی کشته شده در واقعه تروریستی مزارشریف |
| حمید تقوی       |                  |                         |                                                    |
| حسین همدانی     | ۲۹ آذر ۱۳۲۹      | ۱۶ مهر ۱۳۹۴             |                                                    |